# Джио Енріко Ваймер
Джио Енріко Ваймер (італ. Giovanni Enrico Vaymer; 17 березня 1665—1738) — генуезький художник доби бароко, бароковий портретист, послідовник Антоніса ван Дейка, майстер релігійного живопису.

## Біографія
Народився в родині другорядного генуезького художника, німця Енріко Ваймера. Ваймер походив з німецького міста Кіль, Гольштейн. Мати була італійкою, уродженицею Генуї (Маддалена Річчі). Батьки віддали хлопця з художніми здібностями у майстерню мало відомого нині майстра з прізвищем Скена. Але згодом родина залучилася покровительством місцевого кардинала і той посприяв переїзду художника-початківця у папський Рим. Джио Енріко прибув у Рим приблизно у 1679 р.

## Римський період

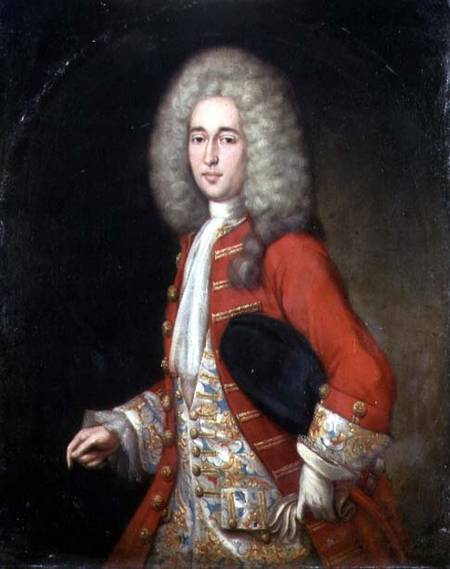
Джованні Марія делле Пьяне, автопортрет, приватна збірка

Завдяки протекції генуезького кардинала Джио Енріко потрапив у майстерню митця Джованні Баттіста Гаулі за прізвиськом Бачіччо. Джованні Баттіста Гаулі (1639—1709) сам був генуезцем за походженням і тому радо прийняв здібного парубка у власну майстерню.
Перебування в папському Римі з його бароковою забудовою і храмами, що нагадували картинні галереї, благодійно вплинули як на освіту художника-початківця, так і на його майстерність. Серед знайомих цього періоду генуезець Джованні Марія делле Пьяне (1660—1745), відомий за прізвиськом Іль Мулінарето. Джованні Марія делле Пьяне, аристократ, сам був портретистом, тому молоді художники потоваришували. В Генуї по поверненні вони навіть стануть суперниками. Але Джованні Марія делле Пьяне почав орієнтуватись на припалацову моду французьких митців типу Гіацинта Ріго чи Ніколя де Ларжильєра.
Вже в Римі Джио випробував власні сили як художник релігійних картин та парадних портретів.

## Запрошення до королівського двору в Турин
Джио Енріко Ваймер повернувся до рідної Генуї у 1684 році, де швидко став відомим як непоганий майстер аристократичних портретів. Саме в цій якості його слава докотилася до представників Савойської династії і він отримав запрошення на створення парадних портретів у Турин. Портрети його перзля сподобались і він вже отримав запрошення працювати при королівському дворі, де вже попрацював три роки. Але неволя і залежність від папського двору чи королів з Турину Джио Енріко не приваблювала і він відхилив запрошення, котре б радо схопив слабодухий митець. 

## В рідній Генуї

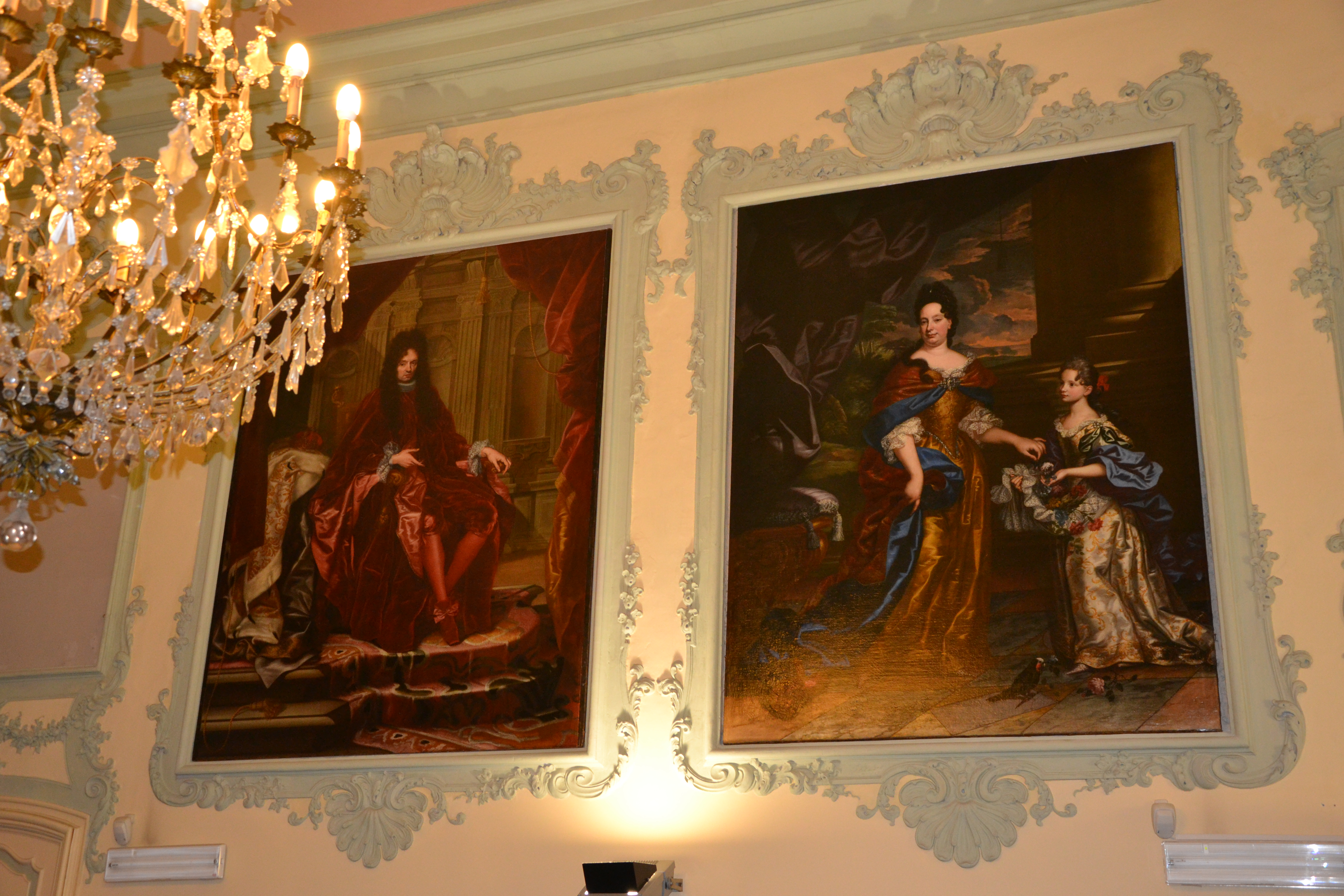
Джио Енріко Ваймер. Парадні портрети родини Бальбі, палац Джио Франческо Бальбі, Генуя.

Джио Енріко повернувся з Турину до Генуї, де працюватиме до власної смерті. Він знову був затребуваний як портретист багатіїв і аристократів Генуї. Але працював і по замовам релігійних громад Генуї. Він теж посприяв перетворенню декількох храмів міста на справжні картинні галереї, які старанно вивчав колись в молоді роки в Римі.

## Вибрані твори (неповний перелік)
- Портрет невідомого сенатора з листом в руках (поясний)
- Парадний портрет невідомої аристократки в парку
- Портрет невідомої з коштовностями в руках (поясний), овал.
- Портрет літнього пана в кріслі, тондо
- Житіє св. Франциска, церква Сан Філіппо Нері, Генуя
- Портрет генуезького аристократа, Ермітаж, Санкт-Петербург. Походить зі збірок Строганова, у котрого рахувався як Антоніс ван Дейк[3]
- Дож Генуї Джованні Баттіста Каттанео делла Вольта
- Август ІІІ, король Польщі
- Портрет невідомого в перуці (овал, погрудний). Мантуя